# Lycia zetes
Lycia zetes är en fjärilsart som beskrevs av Jost Harr. Lycia zetes ingår i släktet Lycia och familjen mätare. Inga underarter finns listade i Catalogue of Life.